# 杉永蘭
杉永 蘭（すぎなが らん、1989年4月17日 - ）は、日本の女性ファッションモデル、タレント。
大阪府枚方市出身。

## 来歴
2008年、関西男性ファッション雑誌『Men's Tiger』主催のミスコン『Princess Tiger』にて優勝し『Men's Tiger』の表紙を飾るなど、唯一の女性レギュラーモデルとして誌面に登場。現新選組リアンリーダーでもある森公平らと誌面を飾っていた。
2008年9月からはキングコングが司会を務める大キングコング 情熱!しゃべり隊!!(読売テレビ)にて若者の代表、しゃべり隊としてレギュラー出演。
その他にも様々な雑誌や番組にて活躍。
東京に上京後、ハワイに移住。

## 人物
- 昔は石ころひとつで何時間も遊べる子供だった。
- 基本的に一人で行動するのが好きで、思い立ったら即行動。

## エピソード
- キングコングが司会を務める大キングコング 情熱!しゃべり隊!!(読売テレビ)ではしゃべり隊としてキングコング梶原雄太の隣に座り世間問題について討論していた。キングコング西野亮廣にも「蘭ちゃん、蘭ちゃん」と名前を呼ばれ、気にいられていた。

## 特技
- 乗馬 - 乗馬ライセンス2級、日本馬術連盟B級。2001年から障害馬術を始め第30回全日本ジュニア障害馬術大会2005L級A、6位入賞。2006年からは馬場馬術も始め、同年の全日本馬場馬術大会2006ヤングライダー馬場馬術課目、6位入賞。
- ヴァイオリン - 小学3年生から中学3年生まで習っていた。
- 三宅太鼓　- 三宅島の伝統的な和太鼓。小学生時代に三宅太鼓に出会い、その後上京をきっかけにまた習い始める。

## 趣味
- 登山‐高尾山などの身近な山から富士山などの本格的な山にも足を運んでいる。
- マラソン‐高尾山を走るトレイルで走ることに目覚めた。
- ヨーガ‐ヨガ講師をする母の影響から、ヨガを定期的に行っている。ハタヨガ、ラフターヨガなど。

## 出演

### バラエティ
過去の番組出演
- 土曜はダメよ!（2008年3月、読売テレビ）
- 大キングコング 情熱!しゃべり隊!!（2008年9月 - 2009年3月終了 、読売テレビ）-レギュラー

### 雑誌
- Men's Tiger (2008年6月 - 、フリークス) - レギュラー
- MEN'S KNUCKLE (2008年12月、ミリオン出版)
- men's egg (2009年1月、大洋図書)
- men's egg (2009年4月、大洋図書)
- その他、様々な女性誌でも活躍。